# (30835) Waterloo
(30835) Waterloo (1990 WB7 est un astéroïde de la ceinture principale découvert le 21 novembre 1990 par l'astronome belge Eric Walter Elst à l'observatoire européen austral.
L'astéroïde est nommé le 2 juin 2015 par la circulaire no 94388 du Centre des planètes mineures d'après le village belge de Waterloo ; la citation de nommage est la suivante :
« Waterloo is a small village near Brussels, known as the site of the 1815 battle. Napoleon’s French forces were defeated by the Austrian, German and English armies. »
c'est-à-dire en français :

« Waterloo est un petit village près de Bruxelles, connu pour avoir été le site de la bataille de 1815. Les forces française de Napoléon ont perdu face aux armées autrichiennes, allemandes et anglaises. »